# Sergey Vitalyevich Bezrukov
Sergey Vitalyevich Bezrukov (tiếng Nga: Сергей Витальевич Безруков, sinh ngày 18 tháng 10 năm 1973) là một diễn viên, Nghệ sĩ nhân dân Liên bang Nga, hoạt động trong lĩnh vực sân khấu và điện ảnh, đôi khi anh cũng được biết đến với vai trò một ca sĩ. Anh hiện đang làm việc tại Tabakov Studio (nhà hát của Oleg Tabakov).

## Sự nghiệp
Sergey Bezrukov là con trai của nam diễn viên Vitali Bezrukov. Anh tốt nghiệp Nhà hát Nghệ thuật Moscow và có màn ra mắt trong phim điện ảnh Nocturne for Drum and Motorcycle. Từ năm 1994 anh tham gia nhiều vai diễn góp mặt trong nhiều bộ phim lớn nhỏ khác nhau. Có thể kể tới như Ivan Brilling trong Azazel, Kappel trong Admiral, Vladimir Vysotsky trong Vysotsky Thank You for Being Alive, Sergei Yesenin trong Yesenin, và gần đây nhất là Sumarokov trong High Security Vacation. Anh cũng được nhiều người biết đến tư cách là một diễn viên lồng tiếng. Trong suốt những năm 2000, Sergey Bezrukov đã khắc họa nhiều nhân vật lịch sử của Nga, đặc biệt là Alexander Pushkin.

## Phim đã tham gia

### Phim điện ảnh
| Năm  | Tên                                                               | Vai diễn                  | Ghi chú                    |
| ---- | ----------------------------------------------------------------- | ------------------------- | -------------------------- |
| 1990 | Stalin's Funeral                                                  |                           |                            |
| 2003 | One Life                                                          |                           |                            |
| 2006 | Kiss of a Butterfly                                               | Nikolai Orlanov           |                            |
| 2006 | Prince Vladimir                                                   | Prince Vladimir           | Lồng tiếng, phim hoạt hình |
| 2007 | The Irony of Fate 2                                               | Irakliy Izmaylov          |                            |
| 2008 | Admiral                                                           | General Kappel            |                            |
| 2009 | Taras Bulba                                                       | Narrator                  | Lồng tiếng                 |
| 2009 | High Security Vacation                                            | Viktor Sumarokov 'Sumrak' |                            |
| 2011 | Vysotsky. Thank You For Being Alive                               | Vladimir Vysotsky         |                            |
| 2011 | Yolki 2                                                           | Vladimir Snegiryov        |                            |
| 2012 | The Ballad of Uhlans                                              | Poruchik Gorzhevskiy      |                            |
| 2012 | Moms                                                              |                           |                            |
| 2016 | Sheep and Wolves                                                  | Magra                     | Lồng tiếng                 |
| 2016 | After You're Gone                                                 | Alexey Temnikov           |                            |
| 2020 | Podolskiye Kursanty/The Last Frontier (Học viên Podolsk anh dũng) | Đại úy quân báo Storchak  |                            |
| 2021 | Bender: The Beginning                                             | Ibrahim Bender            |                            |
| 2021 | Bender: Gold of the Empire                                        | Ibrahim Bender            |                            |
| 2021 | Uchyonosti plody                                                  | Sergey Trofimov           |                            |

### Phim truyền hình
| Năm  | Phim                     | Vai diễn                                 | Ghi chú |
| ---- | ------------------------ | ---------------------------------------- | ------- |
| 2000 | Chivalric Romance        |                                          |         |
| 2002 | Azazel                   | Ivan Brilling                            |         |
| 2002 | Brigada                  | Alexander Nikolaevich Belov 'Sasha Bely' |         |
| 2004 | Moscow Saga              | Vasily Stalin                            |         |
| 2005 | Yesenin                  | Sergey Yesenin                           |         |
| 2005 | The Master and Margarita | Yeshua Ha-Nozri                          |         |
| 2011 | Black Wolves             | Pavel Khromov                            |         |
| 2017 | Trotsky                  | Vladimir Skalon                          |         |
| 2018 | Godunov                  | Boris Godunov                            |         |